# Akizuki Tanezane
Akizuki Tanezane (秋月 種実?  1548-16 de noviembre de 1596) fue un samurái quien, después de haber sido vencido por el clan Ōtomo, se alió con el clan Shimazu en contra de Toyotomi Hideyoshi cuando este invadió Kyūshū. 
Cuando la paz fue restaurada, recibió el han de Takanabe (en Hyūga), el cual producía alrededor de 200,000 koku.